# Rhizophydium contractophilum
Rhizophydium contractophilum är en svampart som beskrevs av Canter 1959. Rhizophydium contractophilum ingår i släktet Rhizophydium och familjen Rhizophydiaceae.   Inga underarter finns listade i Catalogue of Life.